# Theodor Nordmann
Theodor Nordmann, né le 18 décembre 1918 à Dorsten et mort le 19 janvier 1945 près d'Insterburg, est un militaire allemand, as sur stuka durant la Seconde Guerre mondiale.
Il a été décoré de la croix de chevalier de la croix de fer avec feuilles de chêne et glaives.